# ジンライ
ジンライは、 ハズブロとタカラ（現・タカラトミー）が展開するロボット玩具シリーズ『トランスフォーマー』に登場する架空のキャラクター。
本項では強化形態およびビクトリーレオに関しても記載する。

## ジンライ

### 概要
『トランスフォーマー 超神マスターフォース』のサイバトロン総司令官。初登場は第10話「選ばれたヒーロー その名はジンライ」。声優は竹村拓。
日本人の青年ジンライがトランステクターであるトレーラーキャブとゴッドオン（合体）することにより、ロボットに変形する。
人間のジンライはトレーラーの運転手で生計をたてている19歳の青年である。当初は軽い性格であり、組織に縛られることや人付き合いを嫌い、サイバトロンに入ることを断った。しかし、友を失い、使命感に目覚めてからは戦う事を決意する。
その外見はサイバトロンの初代司令官コンボイに類似しており（後述）、『トランスフォーマー』シリーズにて最初のオプショントレーラーや他の戦士との合体により複数の段階を経てパワーアップしたキャラクターである。

### 形態およびゴッドボンバー

#### 総司令官ジンライ
初登場は第10話「選ばれたヒーロー その名はジンライ」。ジンライとトランステクターがゴッドオンした姿。
武器は二挺の超伝導ライフルだが、主に格闘戦か腕からの超魂パワーで闘うことが多かった。必殺技は超魂パワーをライフルに集めて放つ「超魂アトミックファイヤーガッツ」。ゴッドジンライ登場後、それ以降は出番は減少。

#### 総司令官スーパージンライ
初登場は第15話「壮絶!!スーパージンライ誕生」。ジンライの故郷である長野県・八ヶ岳のトンネルの中から発見されたスーパーコンテナとダブルオン（合体）した姿。身長15m。ジンライの5倍の超魂パワーを発揮する。初陣でキングポセイドンを圧倒する力を見せ、スーパージンライの名はランダーによりつけられた。
武器は二挺の超伝導ライフル。必殺技は天超魂・地超魂・人超魂の三つのエネルギーをライフルに集めて放つ「超魂スペシャルファイヤーガッツ」、超魂パワーを腕に込めて敵を殴る「超魂ナックルパンチ」、敵を抱え上げて地面に叩き付ける「超魂リフターバースト」、両目から発射する光線「超魂アイメーザー」（これのみ、テレビマガジンの記事ページイラストで登場）。
オーバーロードに敗れて以降、両肩にパーチカル・ビームキャノンが装備された。
コンテナは移動基地にも変形し、サイバトロン基地破壊後に使用された。

#### 最高総司令官ゴッドジンライ
初登場は第26話「ゴッドジンライ 宇宙へ!!」。スーパージンライとゴッドボンバーが「超神合体」した姿。背中に合体したゴッドウイングにより、単機で宇宙に飛び立つことも可能となった。スーパージンライの5倍の超魂パワーを発揮する。
武器は肩のゴッドキャノンや、腕を独立発射する「ゴッドパンチ」、ゴッドウィング両端のタキシオンレーザー砲、そして脚部ゴッドレッグに装備されたダブルキャノンなど多彩である。必殺技は超魂パワーにより自らを火の玉に変えて体当たりする「超魂ゴッドファイヤーガッツ」。ゴッドパンチに超魂パワーを込めて放つ「超魂ゴッドパンチシュート」も強力。

#### 武装戦士ゴッドボンバー
初登場は第26話「ゴッドジンライ 宇宙へ!!」。
ジンライの強化計画「ボンバー計画」のためにブリティッシュモータースの試走車工場で作られた純地球製のトランスフォーマー。普段はジンライの2台目のコンテナも兼ねる大型装甲車から、ジンライの指令もしくはヘッドマスターJr.たちの超魂パワーによってロボットに変形。最高飛行速度はM15まで可能。
テックスペックの設定上自我を持たないとされているが劇中では会話こそできないものの、意志がありコミュニケーションが成り立っている（ただし、キャブから「感情のないロボット野郎」と非難されたことはある）。ジンライも単なる物扱いせず、共に戦う仲間と見ていることがその台詞から窺える。複雑さを要求される自律活動も難なくこなす。
ジンライから超魂パワーの供給が不可欠であり、ジンライが気絶するなどして供給が絶たれると動けなくなってしまう。ただし、ヘッドマスターJr.3人分の超魂パワーでも代用可能。武器はゴッドキャノン。 
ヘッドマスターJr.のトランステクターを搭載可能であり、スーパージンライがゴッドウイングのみを装着し運搬するシーンも見られた。
海外名はApex Bomber（エイペックスボンバー）で初代コンボイの3つのコンポーネントの一つだったローラーを大改造したものとされている。

### 活躍
アメリカのダイバーの海洋研究所へ病気のイルカを届ける依頼を受けていたジンライだったが、トラックがエンジンストップしてしまう。途中で立ち寄ったレンタカー業者にてトランステクターと遭遇。それは超常現象が起こる車として厄介者のトレーラーだった。ジンライは面白半分でそれを引き取る。イルカを送り届けた後、車内にあったカプセルからマスターブレスを取り出して装着。ジンライは腕から抜けなくなったことをダイバーに知らせ、彼からある確信を持たれる。事情を調べるため、ダイバーを同行し、レンタル屋へ戻る途中に突如崖から落下。ジンライは負傷する。ジンライは車内から脱出を試みようとドアに手をかけた際に、手を交差、ジンライの身体は全快し、トランステクターが復元し、ジンライはトランステクターと合体する。
ダイバーとランダーからサイバトロンにスカウトされるが、組織に縛られることを嫌う孤高な雰囲気を持つジンライはその場を去る。しかし、彼と同じ車種に乗っていた仲間たちがハイドラーとバスターの手にかかりジンライと間違われ死亡する。友を失い、使命感に目覚めたジンライはデストロンと戦うことを決意する。仕事を終え、日本に渡る。
車内からゴッドマスターのブレスレットが3組出現。ジンライはテレビの公開放送に出演し、自分と同じ運命を背負わされている者たちに呼びかける。その成果もあり、まずライトフットが名乗り出て、レインジャー、ロードキングが見つかる。同じころ、宇宙の流れ者シックスナイトと対決し、彼の心を大きく動かす。そしてプリテンダー達から総司令官を任される事となった。

#### 戦え!超ロボット生命体 トランスフォーマーV
初登場は第1話「宇宙の勇者スターセイバー」。サイバトロン第2方面軍司令官として登場。スターセイバーやブラッカーとは僚友関係にあり、地球人の少年・南風ジャンとは親友である。本作品ではゴッドジンライとしてのみ登場し、変形や分離は行わなかった。
宇宙に逃げたオーバーロード率いるデストロンと戦いながらも、スターセイバーのピンチに駆けつけ、彼を救うこともあった。
第25話「死を賭けた激闘」ではデスザラスの放った金属生命破壊砲から身を挺してスターセイバーを庇い、重傷を負いつつもデスザラスを撃退。しかし、ジンライの受けたダメージは酷く、ゴッドマスター時の機構の旧体系化も手伝い当時のTFの医療技術では再生できる状態ではなかった。 治療に当たったパーセプターなどから「ビクトリー計画」のことを知ったジンライはもう一度戦うために、死の直前に自分から生まれ変わることを選び、ビクトリーレオへと生まれ変わる。

### 漫画版
テレビマガジンで掲載された漫画版での初登場は第4話「登場!救世主の名はジンライ!」。アニメ本編と同様にダイバーにスカウトされ、自分の人生でやりたいことをやるためにサイバトロンに入隊。ホークからはコンボイの生まれ変わりと確信を持たれ、彼に似ているという単純な理由で新司令官になった。
第5話「もやせ、超魂!新司令官スーパージンライ」にて他のゴッドマスターが発見したスーパーコンテナにより、スーパージンライにダブルオン（合体）可能となる。
第7話「おどろきのゴッドジンライ超神合体!」にてゴッドボンバーが完成し、ゴッドジンライに合体可能となる。
最終回「超生命体のたんじょう」ではオーバーロードとの戦いの中、出現したブラックザラックと合体したデビルZをサイバトロンプリテンダー、両軍のマスターフォースの力を借りた大超魂パーフェクトトランスフォームアタックで撃破。その爆発によりマスターブレスに魂が宿り、ジンライのトランステクターはジンライと分離し独立した超ロボット生命体へと生まれ変わる。アニメとは異なり、ゴッドボンバーにもトランステクターと別に自我が生まれている。

### 玩具
玩具は海外で発売されたパワーマスターオプティマスプライム（コンボイ）の日本向け仕様変更品。担当者である大野光仁は過去の復活キャラクターは日本では受けにくく海外仕様コンボイのままではメインアイテムとして辛いと判断したという。エンジン部とスーパーロボットモード大腿部前面にメッキ処理、キャブ前面をダイキャスト化、（同時にシール処理のフロントグラスをクリアパーツに変更）、拳が引っ込む腕を新造するといった大幅な改修が行われている。1988年に「C-307」のナンバーを与えられて発売。
ゴッドボンバーは日本オリジナル商品であり、「C-309」のナンバーを与えられて10月に発売。単品販売の他にセット販売としてゴッドジンライが「C-310」として発売された。大野とは別の担当が試作版を製作し、玩具カタログにも掲載されたが、大野曰く「DXに作りすぎた」ため、セットで買うことを考えてコストダウンされた。また初期生産分はゴッドブレスターに弾丸状の突起が存在していたが、後期生産分からは削除されている。現在、試作版はゴッドキャノンの部分を紛失している。
2001年9月にゴッドジンライが復刻。ジンライの目が赤からアニメに準じた水色に変更されている。e-hobby限定で全身がオレンジ色で成型されたファイヤーガッツver.も発売されている。海外でもPowermaster Optimus Prime with Apex Armourとして発売された。 

#### その他の玩具
トランスフォーマーガム
カバヤから発売。組み立て式の軟質プラ樹脂ミニプラモ。シリーズ第9弾にラインナップ。10弾にはゴッドボンバーもラインナップされているが、合体は不可能。
スーパーコレクションフィギュア トランスフォーマー ジェネレーション1
彩色済みコレクションフィギュア。ACT-1「出撃!サイバトロン編」にゴッドジンライ、ACT-2「2010編」にスーパージンライ、ACT-5「超神マスターフォース編」にジンライがラインナップ。
トランスフォーマーガム（新版）
2011年にカバヤから発売。シリーズ第3弾にラインナップ。当時品よりも可動部分が増えている、同弾にはゴッドボンバーもラインナップされ、合体が可能となった。
グッとくるフィギュアコレクションVol.51 ジンライ
2012年にシーエムズコーポレーションから発売の、マスターフォースジンライを再現したアクションフィギュア。笑顔・通常顔・怒り顔に換装可能で、ヘルメット装着用の同様3種顔パーツ（側頭部と、後れ毛を除く後頭部の髪が省略。つまりハゲている）も付属。背部のエンジンには元の玩具同様にメッキが施されている。同シリーズのミネルバ限定カラー版に付属する頭部パーツを装着すると、海外版キャラクターHI-Qになる。

## ビクトリーレオ

### 概要（ビクトリーレオ）
初登場は第27話「戦え!!ビクトリーレオ」。瀕死の重傷を負ったゴッドジンライがスターセイバーの強化計画「ビクトリー計画」により生まれ変わった姿。ライオン型とジェットブースターに変形し、スターセイバーと合体してビクトリーセイバーとなる。役職は武装騎士。
転生後間もないころは情緒不安定で基地で暴れることも多かったが、危機に陥ったジャンの声を聞いた時、ゴッドジンライであったころの正義を愛する心が蘇った。
武器は背部の「Vロックライフル」「Vロックキャノン」、腰部の「Vロックバルカン」。またビーストモード時には口から熱線も吐いている。

### 漫画版（ビクトリーレオ）
第7話「最強コンビ、勝利の合体!」より登場。ゴッドジンライとの関係は一切語られておらず、新しいサイバトロンの戦士と名乗っている。
超エネルギー鉱石グルニウムから精製されたグルニウム合金でできていると設定され、初登場時には金属生命破壊砲を跳ね返し、ビクトリー合体もこれのお陰とされる。

### 玩具（ビクトリーレオ）
1988年10月8日に「C-327」のナンバーを与えられて発売。スターセイバーとのセット箱「C-328 ビクトリーセイバー」も発売されている。開発担当は国弘高史。

### その他の玩具（ビクトリーレオ）
トランスフォーマーガム
カバヤから発売。組み立て式の軟質プラ樹脂ミニプラモ。シリーズ第13弾にラインナップ。第11弾のスターセイバーとの合体は不可能。同弾にはビクトリーセイバーもラインナップされており、こちらは合体パーツのみの構成となっている。
スーパーコレクションフィギュア トランスフォーマー ジェネレーション1
彩色済みコレクションフィギュア。ACT-7「ビクトリー編」にスターセイバー用のボーナスパーツとしてラインナップ。
トランスフォーマーガム（新版）
2011年にカバヤから発売。シリーズ第4弾にラインナップ。第1弾のスターセイバーと合体し、ビクトリーセイバーに合体可能。

## ロボットマスターズ
『V』の時代と同一人物。スターセイバーと共にギガントボムを追って『V』の時代から2005年の地球に到来。声優は風間勇刀。
スターセイバーと合体し、ビクトリーセイバーになる際、「ユニットアウト、フットパーツOK! バックパーツOK!」と叫ぶようになっている。

### 活躍（ロボットマスターズ）
OVA第1話では爆心地の調査に向かう中、スタースクリームに奇襲を受けたスターセイバーと合流。ビクトリーセイバーに合体し、戦う。
OVA第2話ではG1コンボイを都市まで運搬。その後、スモークスナイパーを追撃するも、リバースコンボイに撃墜される。デストロン撃退後はG1コンボイ、スターセイバーと共に各地に散ったソリタリウムに向かったデストロンの追撃に向かう。

### 玩具（ロボットマスターズ）
2004年11月に「RM-16」のナンバーを与えられて発売。彩色をメタリックカラーに変更したスターセイバーとのセット箱「RM-17　ビクトリーセイバー」も発売されている。武器は超伝導ライフルS（セカンド）が付属している。
「e-HOBBY SHOP」限定で「ビクトリーセイバー・限定ブラックバージョン」も発売されている。

## テーマソング
スーパージンライのテーマ
作詞：竜真知子 作曲：根岸考旨 編曲：石田勝範 歌：五十嵐寿也

## 補足
ジンライの名は人類、信頼、神来、仁愛、慈愛、迅雷の語感と意味を持たせて付け、パワーアップ後のゴッドジンライはGODZILLAを引っ掛けたという。
ビクトリーレオがゴッドジンライの生まれ変わりになったのはアニメの現場からの発想。

### ジンライと初代コンボイとの関連性
ジンライのトランステクターは元々、デビルZがG星雲89より盗んだトランステクターの中の新しいコンボイのトランステクターであり、本来マスター星の勇者（TF）が合体してスーパーコンボイになるための物であった。しかし地球人のジンライがゴッドオンすることによりサイバトロンは結果的に大きな戦力を得ることが出来た。
本来前述の設定は本編で語られるはずだったが、当時のジンライの人気にフェードアウトしてしまい、後にビデオ作品『超神マスターフォース大図鑑』の「秀太・グランドのマスターフォース超ひみつ!」にてグランドの口から言及された。またラジオドラマ『トランスフォーマー キスぷれ』では「元々はコンボイのために作られたボディ」とも解説されている。

### ジンライ再生計画
ビクトリーレオとなった後もジンライとしての個を求める声が上がっていたとして、ジンライ再生計画なる物が立ち上がっているとされる。ただビクトリーレオはビクトリーレオとして既に個が確立されたTFであり、マスター星の技術を利用してジンライ本人がエクセルスーツに身を包み新たなボディーにヘッドオンさせることで再度トランステクターにジンライとしての個をコピーさせることを主目的とするという少々気の長い計画となってしまっている。なお、海外版ジェネレーションズタイタンズリターンの玩具として『パワーマスターオプティマスプライム』が企画されたが、あくまでもオプティマス本人であり、本計画とは関係はない。
2016年に『トランスフォーマーレジェンズ』において『パワーマスターオプティマスプライム』をベースにさらなるリデコを施し、"ヘッドマスターシステムを搭載した"スーパージンライとして日本限定での商品化がされた。パワーマスター版と異なる点は、ゴッドボンバー合体箇所の改修および形状変更、ジョイントの追加であるが、奇しくもこれは初代スーパージンライと同様の仕様となった。さらにそれに装着強化されるTFとしてゴッドボンバーがヘッドマスターにリメイクされ2017年に発売された。その後、超神合体ゴッドジンライとしてタカラトミーモール限定で一部メッキを施した仕様でセット発売されている。